# Argiope lobata
Argiope lobata is een spinnensoort in de taxonomische indeling van de wielwebspinnen (Araneidae). De diersoort komt onder meer voor in Zimbabwe en het Middellandse Zeegebied.
Het dier behoort tot het geslacht Argiope. De wetenschappelijke naam van de soort werd voor het eerst geldig gepubliceerd in 1772 door Pallas.

## Kenmerken
Het mannetje wordt tot 7 mm in grootte, het vrouwtje tot wel 20 mm.

Het web lijkt op dat van de Wespspin.

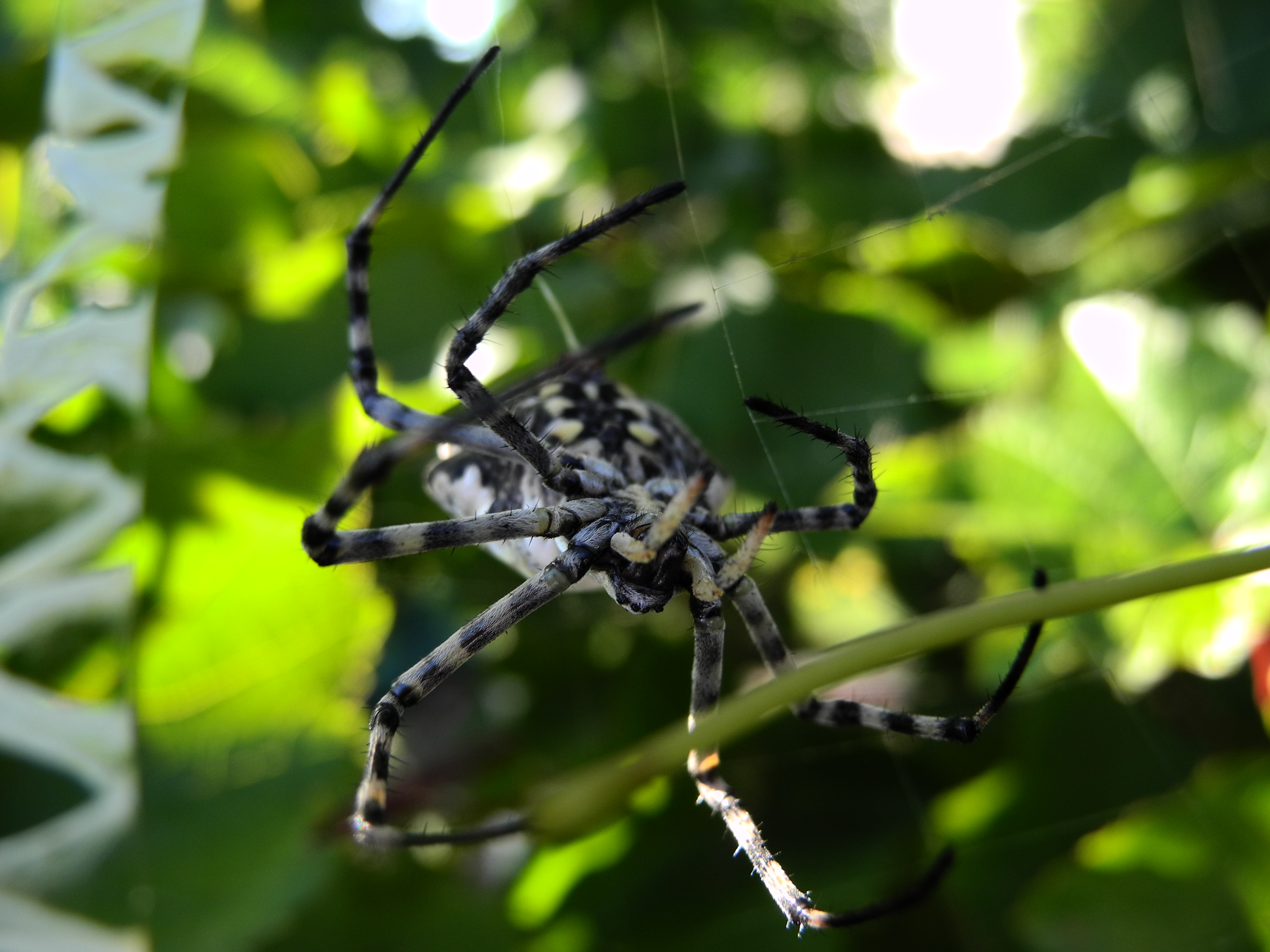
Argiope lobata